# Список наймасивніших зір
Цей список містить наймасивніші зорі, відкриті станом на січень 2024 року.
Маса зір вимірюється у сонячних масах і є однією із найважливіших характеристик зір, бо визначає їхню подальшу еволюцію. Масивні зорі еволюціонують дуже швидко порівняно із маломасивними. На останніх етапах еволюції вони перетворюються на нейтронні зорі або чорні діри, що може супроводжуватися спалахом наднової. Масивні зорі є одним із джерел важких елементів у Всесвіті, оскільки температура їх ядер достатньо висока, щоб синтезувати хімічні елементи до заліза, а під час наднових можливим стає утворення і ще важчих елементів.
Масивні зорі порівняно рідкісні та швидко еволюціонують, тому їх важко спостерігати. Через це вони залишаються предметом активних досліджень.

## Визначення маси зір

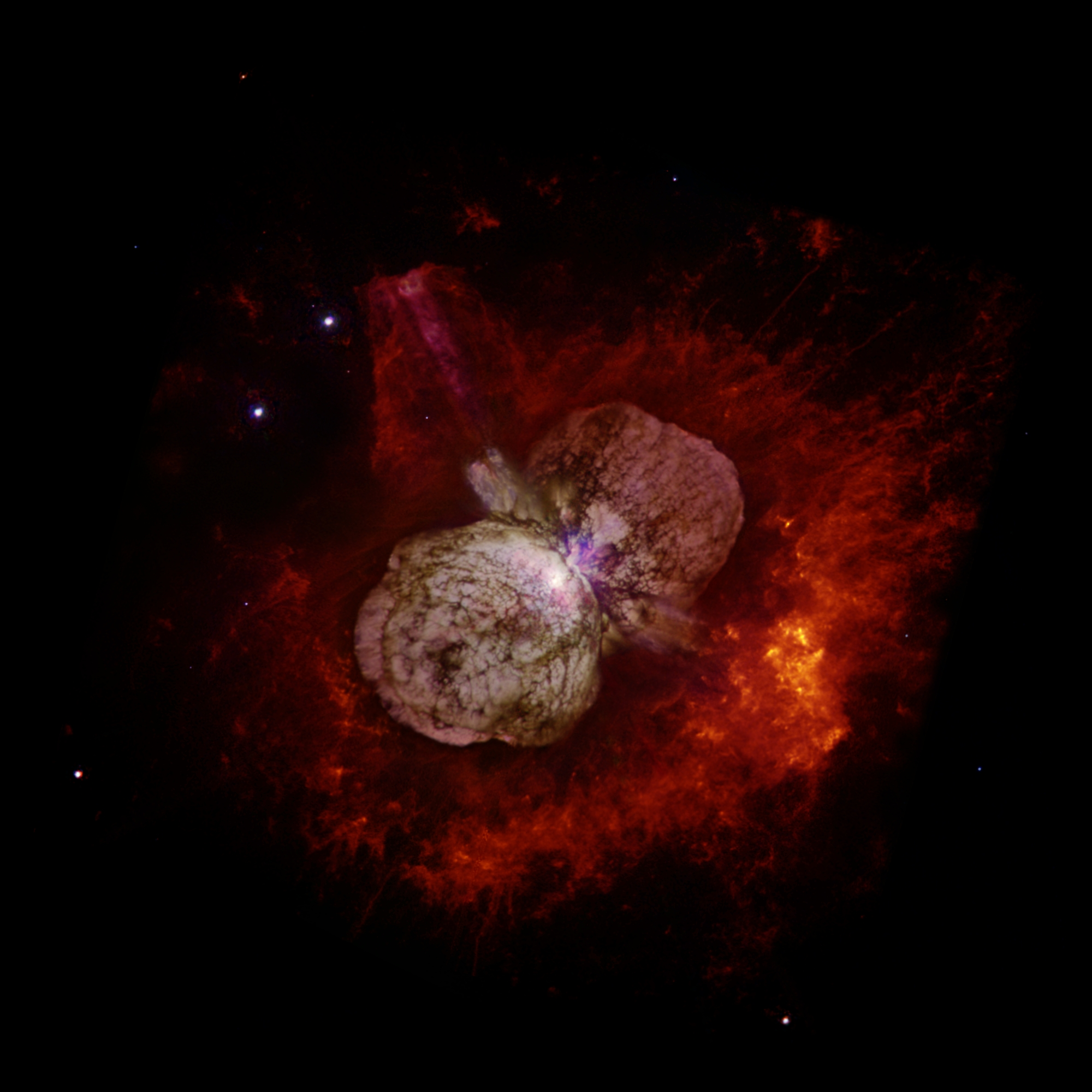
Ета Кіля в сузір'ї Кіля, один із найближчих кандидатів у майбутню гіпернову.

Більшість мас, перелічених у списку, можуть бути неточними і, будучи предметом поточних досліджень, підлягають постійному перегляду. Багато мас, наведених у таблиці нижче, виведено з теорії, використовуючи складні вимірювання температури та абсолютної яскравості зір, але, зважаючи на різні фактори, точність оцінки мас зір може бути невеликою.
Маси зір, наведених у списку, визначено одним із наступних методів:
1. Аналіз подвійних зір. Подвійні зорі — це системи, у яких дві зірки обертаються навколо спільного центру мас. Визначивши основні параметри їх орбіти (зокрема радіальні швидкості та нахил), можна обрахувати маси зір[3]. Цей метод є найбільш точним, однак варто зазначити, що майже всі маси, наведені в таблиці нижче, були визначені непрямими методами. Наприклад, маси зір NGC 3603-A1[en][4], WR 21a[en] та WR 20a[en][5] є досить достовірними, оскільки вони є компонентами подвійних систем.
2. Спектроскопія — аналіз спектру світла, яке випромінює зоря. Вивчаючи лінії поглинання або випромінювання в спектрі, астрономи можуть визначати температуру, склад та інші характеристики зірки. Визначення маси за допомогою спектроскопії часто передбачає вивчення розширення або звуження певних спектральних ліній, що вказує на поверхневу гравітацію зірки, яка, своєю чергою, пов'язана з її масою[6].
3. Моделі еволюції — це теоретичні основи, які описують життєвий цикл зір на основі їх маси. Різні маси призводять до різних еволюційних шляхів і тривалості життя зір. Порівнюючи спостережувані властивості зорі, як-от світність, температура та вік, із теоретичними моделями, астрономи можуть оцінити її масу[7].

### Ускладнення пов'язані з хмарами газу та пилу
Поблизу Сонця немає масивних зір та загалом вони зустрічаються рідко, астрономам доводиться шукати їх дуже далеко від Землі. Усі перелічені зорі розташовані на відстані багатьох тисяч світлових років, що ускладнює вимірювання. Крім цього, вони оточені хмарами газу, створеними надзвичайно потужними зоряними вітрами. Навколишній газ значно ускладнює оцінку хімічного складу та структури зорі. Це призводить до труднощів у розрахунку параметрів.
І хмари, і великі відстані ускладнюють судження про те, чим є зоря — лише одним надмасивним об'єктом чи системою кількох зір. Деякі зорі, перераховані нижче, насправді можуть бути системами двох або більше зір, які обертаються надто близько, щоб розрізнити їх за допомогою телескопів. У глобальнішому масштабі статистика вказує на те, що верхня межа маси становить 100—200 M☉, тому всі оцінки маси, що перевищують цю межу, можуть бути хибними або вказувати на те, що спостережуваний об'єкт є зоряною системою.

## Важливість зоряної еволюції
Еволюція зір в астрономії — зміна з часом фізичних і спостережуваних параметрів зорі через термоядерні реакції, випромінювання нею енергії та втрати маси. Деякі зорі колись могли бути масивнішими, ніж вони є сьогодні. Цілком імовірно, що багато великих зір зазнали значної втрати маси (до кількох десятків мас Сонця). Можливо, ця маса була викинута супервітрами: високошвидкісними зоряними вітрами, які фотосфера викидає в міжзоряний простір. Процес утворює збільшену розширену оболонку навколо зорі, яка взаємодіє з міжзоряним середовищем і насичує область елементами, важчими за водень або гелій. Розуміння формування та еволюції зір має важливе значення для розуміння еволюції Всесвіту в цілому. Вивчення зореутворення дозволяє нам розв'язувати проблеми взаємодії таких галактик, як Магелланові Хмари та Чумацький Шлях. У списку також можуть бути об'єкти, які є псевдонадновими. Зараз можна спостерігати лише залишки таких зір. Маси зір-попередників, які викликали ці руйнівні події, можна оцінити за типом вибуху та вивільненою енергією.

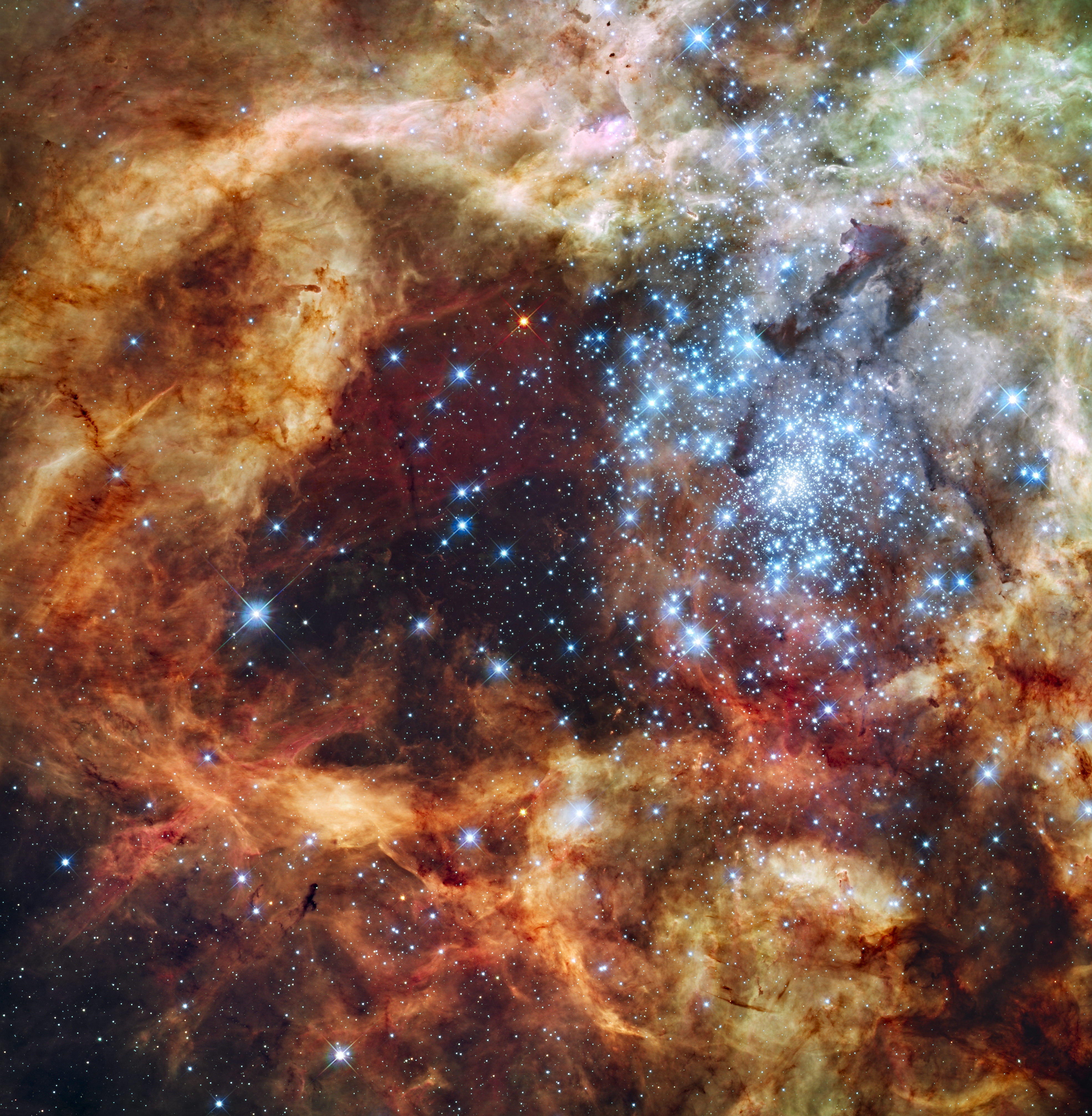
Зоряний кластер R136

## Межа Еддінгтона
У достатньо масивної зорі тиск назовні променевої енергії ядерного синтезу у ядрі зорі перевищує її власне гравітаційне стискання. Світність такої зорі називається межею Еддінгтона. За цією межею зоря повинна розвалитися або принаймні скинути достатньо маси для зменшення швидкості внутрішнього виробництва енергії. У теорії масивніша зоря не зможе втриматися як єдиний об'єкт через втрату маси внаслідок витоку матерії від зорі. На практиці теоретична межа Еддінгтона повинна бути скоригована для дуже яскравих зір — розраховується емпірична межа Хампфрі — Девідсона (англ. Humphreys Davidson Limit).
Астрономи давно висували теорії щодо того, що відбувається, коли маса протозорі перевищує 120 сонячних мас. І хоча межа може бути збільшена для дуже молодих зір III популяції (точна межа невідома), будь-які зорі з масами понад 150—200 M☉ чинять тиск на сучасну теорію зоряної еволюції. Вивчаючи скупчення Арки, яке є найщільнішим із відомих скупчень у нашій галактиці, астрономи визначили, що в ньому відсутні зорі із масою понад 150 M☉. Одна з теорій, яка пояснює рідкісні надмасивні зорі, що перевищують цею межу Еддінгтона, наприклад у скупченні R136, це зіткнення та злиття двох масивних зір у тісній зоряній системі.

## Список наймасивніших зір
У таблиці наведено зорі, маса яких оцінюється у понад 60 сонячних, включно із зорями скупчення Арки, OB-асоціацій Лебідь OB2 чи NGC 6357 та зоряного надскупчення R136. Наведені маси є їхніми поточними (еволюційними) масами, а не початковими (масами при формуванні).
| Назва зорі                                        | Маса (M☉)       | Приблизна відстань (св. р.) | Видима зоряна величина | Температура (K) | Метод визначення маси | Посилання | Джерела                   |
| ------------------------------------------------- | --------------- | --------------------------- | ---------------------- | --------------- | --------------------- | --------- | ------------------------- |
| BAT99-98 (в Туманності Тарантул)                  | 226             | 165 000                     | 13,37                  | 45 000          | Спектроскопія         | SIMBAD    | [ 17 ] [ 18 ]             |
| R136a1 (в Туманності Тарантул)                    | 196             | 163 000                     | 12,23                  | 46 000          | Еволюція              | SIMBAD    | [ 19 ] [ 20 ]             |
| Melnick 42 (в Туманності Тарантул)                | 189             | 163 000                     | 12,78                  | 47 300          | Спектроскопія         | SIMBAD    | [ 21 ] [ 18 ]             |
| VFTS 1022 (в Туманності Тарантул)                 | 178             | 164 000                     | 13,47                  | 42 200          | Спектроскопія         | SIMBAD    | [ 21 ] [ 18 ]             |
| R136a3 (в Туманності Тарантул)                    | 155             | 163 000                     | 12,97                  | 50 000          | Еволюція              | SIMBAD    | [ 19 ] [ 20 ]             |
| VFTS 682 (в Туманності Тарантул)                  | 153             | 164 000                     | 16,08                  | 52 200          | Спектроскопія         | SIMBAD    | [ 22 ] [ 18 ]             |
| HD 15558 A (в Туманності Серце)                   | 152             | 24 400                      | 7,87                   | 39 500          | Подвійна зоря         | SIMBAD    | [ 23 ] [ 24 ]             |
| R136a2 (в Туманності Тарантул)                    | 151             | 163 000                     | 12,34                  | 50 000          | Еволюція              | SIMBAD    | [ 19 ] [ 20 ]             |
| Westerhout 51-3                                   | 148             | 20 000                      | 17,79                  | 39 800          | Еволюція              | SIMBAD    | [ 25 ]                    |
| Melnick 34 A (в Туманності Тарантул)              | 147             | 163 000                     | 13,09                  | 53 000          | Подвійна зоря         | SIMBAD    | [ 26 ] [ 18 ]             |
| VFTS 482 (в Туманності Тарантул)                  | 145             | 164 000                     | 12,95                  | 42 200          | Спектроскопія         | SIMBAD    | [ 21 ] [ 18 ]             |
| R136c (в Туманності Тарантул)                     | 142             | 163 000                     | 13,43                  | 51 000          | Еволюція              | SIMBAD    | [ 27 ] [ 18 ]             |
| VFTS 1021 (в Туманності Тарантул)                 | 141             | 164 000                     | 13,35                  | 39 800          | Спектроскопія         | SIMBAD    | [ 21 ] [ 18 ]             |
| LH 10-3209 A (в туманності NGC 1763)              | 140             | 160 000                     | 11,859                 | 42 500          | Спектроскопія         | SIMBAD    | [ 28 ] [ 29 ] [ a ]       |
| VFTS 506 (в Туманності Тарантул)                  | 138             | 164 000                     | 13,31                  | 47 300          | Спектроскопія         | SIMBAD    | [ 22 ] [ 18 ]             |
| Melnick 34 B (в Туманності Тарантул)              | 136             | 163 000                     | 13,09                  | 53 000          | Подвійна зоря         | SIMBAD    | [ 26 ] [ 18 ]             |
| Westerhout 51d                                    | 135             | 20 000                      | 15,11                  | 42 700          | Еволюція              |           | [ 25 ]                    |
| VFTS 545 (в Туманності Тарантул)                  | 133             | 164 000                     | 13,32                  | 47 300          | Спектроскопія         | SIMBAD    | [ 21 ] [ 18 ]             |
| HD 97950 B (у скупченні NGC 3603)                 | 132             | 24 800                      | 11,33                  | 42 000          | Спектроскопія         | SIMBAD    | [ 30 ] [ 31 ]             |
| HD 269810 (в туманності NGC 2029)                 | 130             | 163 000                     | 12,22                  | 52 500          | Спектроскопія         | SIMBAD    | [ 32 ] [ 33 ]             |
| R136a7 (в Туманності Тарантул)                    | 127             | 163 000                     | 13,97                  | 54 000          | Еволюція              | SIMBAD    | [ 34 ] [ 18 ]             |
| WR 42e (у скупченні NGC 3603)                     | 123             | 25 000                      | 14,53                  | 43 000          | Спектроскопія         | SIMBAD    | [ 35 ] [ b ]              |
| HD 97950 A1a (у скупченні NGC 3603)               | 120             | 24 800                      | 11,18                  | 42 000          | Подвійна зоря         | SIMBAD    | [ 30 ] [ 31 ]             |
| LSS 4067 (у скупченні HM 1)                       | 120             | 11 000                      | 11,44                  | 40 000          | Еволюція              | SIMBAD    | [ 36 ] [ 37 ]             |
| WR 93 (у туманності NGC 6357)                     | 120             | 5 900                       | 10,68                  | 71 000          | Еволюція              | SIMBAD    | [ 36 ] [ 24 ]             |
| Sk -69° 212 (у зоряній асоціації NGC 2044)        | 119             | 160 000                     | 12,416                 | 45 400          | Еволюція              | SIMBAD    | [ 38 ] [ 29 ]             |
| Sk -69° 249 A (у зоряній асоціації NGC 2074)      | 119             | 160 000                     | 12,02                  | 38 900          | Еволюція              | SIMBAD    | [ 38 ] [ 39 ]             |
| ST5-31 (у зоряній асоціації NGC 2074)             | 119             | 160 000                     | 12,273                 | 50 700          | Еволюція              | SIMBAD    | [ 38 ] [ 40 ]             |
| R136a5 (в Туманності Тарантул)                    | 116             | 157 000                     | 13,71                  | 48 000          | Еволюція              | SIMBAD    | [ 34 ] [ 18 ]             |
| MSP 183 (у скупченні Westerlund 2)                | 115             | 20 000                      | 13,878                 | 46 300          | Спектроскопія         | SIMBAD    | [ 41 ] [ 42 ]             |
| WR 24 (у Туманності Кіля)                         | 114             | 14 000                      | 6,48                   | 50 100          | Еволюція              | SIMBAD    | [ 43 ] [ 44 ]             |
| HD 97950 C1 (у скупченні NGC 3603)                | 113             | 24 800                      | 11,89                  | 44 000          | Спектроскопія         | SIMBAD    | [ 30 ] [ 31 ] [ a ]       |
| Arches-F9 (у скупченні Арки)                      | 111,3           | 25 000                      | 16,1                   | 36 600          | Спектроскопія         | SIMBAD    | [ 45 ] [ 46 ]             |
| Cygnus OB2 #12 A (у зоряній асоціації Лебідь OB2) | 110             | 5 200                       | 11,702                 | 13 700          | Спектроскопія         | SIMBAD    | [ 47 ] [ 48 ] [ a ]       |
| HD 93129 Aa (у Туманності Кіля)                   | 110             | 7 500                       | 6,9                    | 42 500          | Потрійна зоря         | SIMBAD    | [ 49 ] [ 24 ]             |
| HSH95-36 (в Туманності Тарантул)                  | 110             | 163 000                     | 14,41                  | 49 500          | Еволюція              | SIMBAD    | [ 34 ] [ 18 ]             |
| R146 (в Туманності Тарантул)                      | 109             | 164 000                     | 13,11                  | 63 000          | Спектроскопія         | SIMBAD    | [ 17 ] [ 18 ]             |
| R136a4 (в Туманності Тарантул)                    | 108             | 157 000                     | 13,41                  | 50 000          | Еволюція              | SIMBAD    | [ 34 ] [ 18 ]             |
| VFTS 621 (в Туманності Тарантул)                  | 107             | 164 000                     | 15,39                  | 54 000          | Спектроскопія         | SIMBAD    | [ 21 ] [ 18 ]             |
| R136a6 (в Туманності Тарантул)                    | 105             | 157 000                     | 13,35                  | 52 000          | Еволюція              | SIMBAD    | [ 34 ] [ 18 ]             |
| Westerhout 49-3                                   | 105             | 36 200                      | 16,689                 | 40 700          | Еволюція              | SIMBAD    | [ 50 ] [ 51 ]             |
| WR 21a A (у скупченні Westerlund 2)               | 103,6           | 26 100                      | 12,661                 | 45 000          | Подвійна зоря         | SIMBAD    | [ 52 ] [ 33 ]             |
| R99 (у туманності N44)                            | 103             | 164 000                     | 11,52                  | 28 000          | Спектроскопія         | SIMBAD    | [ 17 ] [ 24 ]             |
| Arches-F6 (у скупченні Арки)                      | 101             | 25 000                      | 15,75                  | 33 900          | Спектроскопія         | SIMBAD    | [ 45 ] [ 46 ]             |
| Sk -65° 47 (у туманності NGC 1923)                | 101             | 160 000                     | 12,466                 | 47 800          | Еволюція              | SIMBAD    | [ 38 ] [ 29 ]             |
| Arches-F1 (у скупченні Арки)                      | 100,9           | 25 000                      | 16,3                   | 33 200          | Спектроскопія         | SIMBAD    | [ 45 ] [ 46 ]             |
| WR 102ka (у Туманності Піон)                      | 100             | 26 000                      | 12,978                 | 25 100          | Спектроскопія         | SIMBAD    | [ 53 ] [ 51 ]             |
| VFTS 457 (уТуманності Тарантул)                   | 100             | 164 000                     | 13,74                  | 39 800          | Спектроскопія         | SIMBAD    | [ 21 ] [ 18 ]             |
| η Carinae A (у Туманності Кіля)                   | 100             | 7 500                       | 4,3                    | 9 400—35 200    | Спектроскопія         | SIMBAD    | [ 54 ] [ 55 ]             |
| Mercer 30-1 A                                     | 99              | 40 000                      | 10,33                  | 32 200          | Еволюція              | SIMBAD    | [ 56 ] [ c ] [ a ]        |
| Sk -68° 137 (уТуманності Тарантул)                | 99              | 160 000                     | 13,346                 | 50 000          | Спектроскопія         | SIMBAD    | [ 28 ] [ 29 ]             |
| WR 25 A (у Туманності Кіля)                       | 98              | 6 500                       | 8,8                    | 50 100          | Еволюція              | SIMBAD    | [ 43 ] [ 24 ] [ a ]       |
| BI 253 (уТуманності Тарантул)                     | 97,6            | 164 000                     | 13,76                  | 54 000          | Спектроскопія         | SIMBAD    | [ 27 ] [ 57 ]             |
| R136a8 (в Туманності Тарантул)                    | 96              | 157 000                     | 14,42                  | 49 500          | Еволюція              | SIMBAD    | [ 34 ] [ 58 ]             |
| HD 38282 B (в Туманності Тарантул)                | 95              | 163 000                     | 11,11                  | 47 000          | Подвійна зоря         | SIMBAD    | [ 59 ] [ 33 ]             |
| HM 1-6 (у скупченні HM 1)                         | 95              | 11 000                      | 11,64                  | 44 700          | Еволюція              | SIMBAD    | [ 36 ] [ 60 ]             |
| NGC 3603-42 (у скупченні NGC 3603)                | 95              | 25 000                      | 12,86                  | 50 000          | Спектроскопія         | SIMBAD    | [ 28 ] [ 31 ]             |
| R139 A (в Туманності Тарантул)                    | 95              | 163 000                     | 11,94                  | 35 000          | Подвійна зоря         | SIMBAD    | [ 17 ] [ 18 ]             |
| BAT99-6 (у скупченні NGC 1747)                    | 94              | 165 000                     | 11,95                  | 56 000          | Спектроскопія         | SIMBAD    | [ 17 ] [ 29 ]             |
| Sk -66° 172                                       | 94              | 160 000                     | 13,1                   | 46 300          | Спектроскопія         | SIMBAD    | [ 28 ] [ 29 ] [ d ]       |
| ST2-22 (у зоряній асоціації NGC 2044)             | 94              | 160 000                     | 14,3                   | 51 300          | Еволюція              | SIMBAD    | [ 38 ] [ 61 ]             |
| VFTS 259 (в Туманності Тарантул)                  | 94              | 164 000                     | 13,65                  | 37 600          | Спектроскопія         | SIMBAD    | [ 21 ] [ 18 ]             |
| VFTS 562 (в Туманності Тарантул)                  | 94              | 164 000                     | 13,66                  | 42 200          | Спектроскопія         | SIMBAD    | [ 21 ] [ 18 ]             |
| VFTS 512 (в Туманності Тарантул)                  | 93              | 164 000                     | 14,28                  | 47 300          | Спектроскопія         | SIMBAD    | [ 21 ] [ 18 ]             |
| HD 97950 A1b (у скупченні NGC 3603)               | 92              | 24 800                      | 11,18                  | 40 000          | Подвійна зоря         | SIMBAD    | [ 30 ] [ 31 ]             |
| R136b (в Туманності Тарантул)                     | 92              | 163 000                     | 13,24                  | 35 500          | Еволюція              | SIMBAD    | [ 34 ] [ 18 ]             |
| VFTS 16 (в Туманності Тарантул)                   | 91,6            | 164 000                     | 13,55                  | 50 600          | Спектроскопія         | SIMBAD    | [ 27 ] [ 18 ]             |
| HD 97950 A3 (у скупченні NGC 3603)                | 91              | 24 800                      | 12,95                  | 50 000          | Спектроскопія         | SIMBAD    | [ 28 ] [ 31 ]             |
| NGC 346-W1 (у туманності NGC 346)                 | 91              | 200 000                     | 12,57                  | 43 400          | Еволюція              | SIMBAD    | [ 38 ] [ 62 ]             |
| Westerhout 49-2                                   | 90—240, 250±120 | 36 200                      | 18,246                 | 35 500          | Спектроскопія         | SIMBAD    | [ 50 ] [ 51 ]             |
| R127 (у скупченні NGC 2055)                       | 90              | 160 000                     | 10,15                  | 10 000—27 000   | Еволюція              | SIMBAD    | [ 63 ] [ 33 ]             |
| VFTS 333 (в Туманності Тарантул)                  | 90              | 164 000                     | 12,49                  | 37 600          | Спектроскопія         | SIMBAD    | [ 21 ] [ 18 ]             |
| VFTS 267 (в Туманності Тарантул)                  | 89              | 164 000                     | 13,49                  | 44 700          | Спектроскопія         | SIMBAD    | [ 21 ] [ 18 ]             |
| VFTS 64 (в Туманності Тарантул)                   | 88              | 164 000                     | 14,621                 | 39 800          | Спектроскопія         | SIMBAD    | [ 21 ] [ 29 ]             |
| BAT99-80 A (у зоряній асоціації NGC 2044)         | 87              | 165 000                     | 13                     | 45 000          | Спектроскопія         | SIMBAD    | [ 38 ] [ 61 ]             |
| R140b (в Туманності Тарантул)                     | 87              | 165 000                     | 12,66                  | 47 000          | Спектроскопія         | SIMBAD    | [ 17 ] [ 18 ]             |
| VFTS 542 (в Туманності Тарантул)                  | 87              | 164 000                     | 13,47                  | 44 700          | Спектроскопія         | SIMBAD    | [ 21 ] [ 18 ]             |
| VFTS 599 (в Туманності Тарантул)                  | 87              | 164 000                     | 13,8                   | 44 700          | Спектроскопія         | SIMBAD    | [ 21 ] [ 18 ]             |
| WR 89 (у скупченні HM 1)                          | 87              | 11 000                      | 11,02                  | 39 800          | Еволюція              | SIMBAD    | [ 43 ] [ 33 ]             |
| Arches-F7 (у скупченні Арки)                      | 86,3            | 25 000                      | 15,74                  | 32 900          | Спектроскопія         | SIMBAD    | [ 45 ] [ 46 ]             |
| Sk -69° 104 (у скупченні NGC 1910)                | 86              | 160 000                     | 12,1                   | 39 900          | Еволюція              | SIMBAD    | [ 38 ] [ 29 ]             |
| VFTS 1017 (в Туманності Тарантул)                 | 86              | 164 000                     | 14,5                   | 50 100          | Спектроскопія         | SIMBAD    | [ 21 ] [ 18 ]             |
| LH 10-3061 (в туманності NGC 1763)                | 85              | 160 000                     | 13,491                 | 52 000          | Спектроскопія         | SIMBAD    | [ 28 ] [ 29 ]             |
| Sk 80 (у туманності NGC 346)                      | 85              | 200 000                     | 12,31                  | 38 900          | Еволюція              | SIMBAD    | [ 38 ] [ 64 ]             |
| VFTS 603 (в Туманності Тарантул)                  | 85              | 164 000                     | 13,99                  | 42 200          | Спектроскопія         | SIMBAD    | [ 21 ] [ 18 ]             |
| Sk -70° 91 (у зоряній асоціації BSDL 1830)        | 84,09           | 165 000                     | 12,78                  | 48 900          | Еволюція              | SIMBAD    | [ 65 ] [ 29 ] [ e ]       |
| R147 (уТуманності Тарантул)                       | 84              | 164 000                     | 12,993                 | 47 300          | Спектроскопія         | SIMBAD    | [ 21 ] [ 66 ]             |
| HD 93250 A (у Туманності Кіля)                    | 83,3            | 7 500                       | 7,5                    | 46 000          | Еволюція              | SIMBAD    | [ 67 ] [ 24 ] [ a ]       |
| Melnick 33Na A (в Туманності Тарантул)            | 83              | 163 000                     | 13,79                  | 50 000          | Еволюція              | SIMBAD    | [ 68 ] [ 69 ]             |
| WR 20a A (у скупченні Westerlund 2)               | 82,7            | 20 000                      | 13,28                  | 43 000          | Подвійна зоря         | SIMBAD    | [ 70 ]                    |
| TIC 276934932 A (у туманності NGC 2048)           | 82              | 160 000                     | 14,05                  | 45 000          | Спектроскопія         | SIMBAD    | [ 28 ] [ 29 ]             |
| WR 20a B (у скупченні Westerlund 2)               | 81,9            | 20 000                      | 13,28                  | 43 000          | Подвійна зоря         | SIMBAD    | [ 70 ]                    |
| Trumpler 27-27 (у скупченні Trumpler 27)          | 81              | 3 900                       | 13,31                  | 37 000          | Еволюція              | SIMBAD    | [ 36 ] [ 33 ]             |
| BAT99-96 (в Туманності Тарантул)                  | 80              | 165 000                     | 13,76                  | 42 000          | Спектроскопія         | SIMBAD    | [ 17 ] [ 18 ]             |
| HD 15570 (в Туманності Серце)                     | 80              | 7 500                       | 8,11                   | 46 000          | Спектроскопія         | SIMBAD    | [ 23 ] [ 24 ]             |
| HD 38282 A (в Туманності Тарантул)                | 80              | 163 000                     | 11,11                  | 47 000          | Подвійна зоря         | SIMBAD    | [ 59 ] [ 33 ]             |
| HSH95-46 (в Туманності Тарантул)                  | 80              | 163 000                     | 14,56                  | 47 500          | Еволюція              | SIMBAD    | [ 34 ] [ 18 ]             |
| Arches-F15 (у скупченні Арки)                     | 79,7            | 25 000                      | 16,12                  | 35 600          | Спектроскопія         | SIMBAD    | [ 45 ] [ 46 ]             |
| BI 237                                            | 79,66           | 165 000                     | 13,83                  | 51 300          | Спектроскопія         | SIMBAD    | [ 65 ] [ 29 ] [ f ]       |
| VFTS 94 (в Туманності Тарантул)                   | 79              | 164 000                     | 14,161                 | 42 200          | Спектроскопія         | SIMBAD    | [ 21 ] [ 29 ]             |
| VFTS 151 (в Туманності Тарантул)                  | 79              | 164 000                     | 14,13                  | 42 200          | Спектроскопія         | SIMBAD    | [ 21 ] [ 18 ]             |
| LH 41-32 (у скупченні NGC 1910)                   | 78              | 160 000                     | 13,086                 | 48 200          | Еволюція              | SIMBAD    | [ 38 ] [ 29 ]             |
| Pismis 24-17 (у туманності NGC 6357)              | 78              | 5 900                       | 11,84                  | 42 700          | Спектроскопія         | SIMBAD    | [ 71 ] [ 60 ]             |
| VFTS 404 (в Туманності Тарантул)                  | 78              | 164 000                     | 14,14                  | 44 700          | Спектроскопія         | SIMBAD    | [ 21 ] [ 18 ]             |
| Westerhout 51-2                                   | 77              | 20 000                      | 13,68                  | 42 700          | Еволюція              | SIMBAD    | [ 25 ]                    |
| BAT99-68                                          | 76              | 165 000                     | 14,13                  | 45 000          | Спектроскопія         | SIMBAD    | [ 17 ] [ 29 ] [ g ]       |
| HD 93632 (у Туманності Кіля)                      | 76              | 10 000                      | 8,23                   | 45 400          | Еволюція              | SIMBAD    | [ 36 ] [ 24 ]             |
| NGC 346-W3 (у туманності NGC 346)                 | 76              | 200 000                     | 12,8                   | 52 500          | Еволюція              | SIMBAD    | [ 38 ] [ 62 ]             |
| VFTS 169 (в Туманності Тарантул)                  | 76              | 164 000                     | 14,437                 | 47 300          | Спектроскопія         | SIMBAD    | [ 21 ] [ 29 ]             |
| VFTS 440 (в Туманності Тарантул)                  | 76              | 164 000                     | 12,046                 | 39 800          | Спектроскопія         | SIMBAD    | [ 21 ] [ 29 ]             |
| AB1 (у регіоні НІІ DEM S10)                       | 75              | 197 000                     | 15,238                 | 79 000          | Спектроскопія         | SIMBAD    | [ 72 ] [ 62 ] [ h ]       |
| WR 22 A (у Туманності Кіля)                       | 75              | 8 300                       | 6,42                   | 44 700          | Еволюція              | SIMBAD    | [ 43 ] [ 24 ] [ i ]       |
| Pismis 24-1NE (у туманності NGC 6357)             | 74              | 6 500                       | 11                     | 42 500          | Подвійна зоря         | SIMBAD    | [ 71 ] [ 73 ]             |
| VFTS 608 (в Туманності Тарантул)                  | 74              | 164 000                     | 14,22                  | 42 200          | Спектроскопія         | SIMBAD    | [ 21 ] [ 18 ]             |
| HSH95-31 (в Туманності Тарантул)                  | 73              | 163 000                     | 14,12                  | 47 500          | Еволюція              | SIMBAD    | [ 34 ] [ 18 ]             |
| Mercer 30-3                                       | 73              | 40 000                      | 12,62                  | 39 300          | Еволюція              | SIMBAD    | [ 56 ] [ c ]              |
| Mercer 30-11                                      | 73              | 40 000                      | 12,33                  | 36 800          | Еволюція              | SIMBAD    | [ 56 ] [ c ]              |
| VFTS 566 (в Туманності Тарантул)                  | 73              | 164 000                     | 14,05                  | 44 700          | Спектроскопія         | SIMBAD    | [ 21 ] [ 18 ]             |
| LH 64-16 (у скупченні NGC 2001)                   | 72              | 160 000                     | 13,666                 | 50 900          | Еволюція              | SIMBAD    | [ 38 ] [ 40 ]             |
| NGC 2044-W35 (у зоряній асоціації NGC 2044)       | 72              | 160 000                     | 14,1                   | 48 200          | Еволюція              | SIMBAD    | [ 38 ] [ 29 ]             |
| VFTS 216 (в Туманності Тарантул)                  | 72              | 164 000                     | 14,389                 | 44 700          | Спектроскопія         | SIMBAD    | [ 21 ] [ 29 ]             |
| ST2-1 (у зоряній асоціації NGC 2044)              | 71              | 160 000                     | 14,3                   | 44 100          | Еволюція              | SIMBAD    | [ 38 ] [ 61 ]             |
| VFTS 3 (в Туманності Тарантул)                    | 71              | 164 000                     | 11,56                  | 21 000          | Спектроскопія         | SIMBAD    | [ 74 ] [ 18 ]             |
| Arches-F12 (у скупченні Арки)                     | 70              | 25 000                      | 16,4                   | 36 900          | Спектроскопія         | SIMBAD    | [ 45 ] [ 46 ]             |
| HD 15629 (в Туманності Серце)                     | 70              | 7 500                       | 8,42                   | 45 900          | Спектроскопія         | SIMBAD    | [ 23 ] [ 24 ]             |
| HD 37974                                          | 70              | 163 000                     | 10,99                  | 22 500          | Спектроскопія         | SIMBAD    | [ 75 ] [ 33 ] [ j ]       |
| HD 93129 Ab (у Туманності Кіля)                   | 70              | 7 500                       | 7,31                   | 44 000          | Потрійна зоря         | SIMBAD    | [ 49 ] [ 76 ]             |
| M33 X-7 B (у Галактиці Трикутника)                | 70              | 2 700 000                   | 18,7                   | 35 000          | Подвійна зоря         | SIMBAD    | [ 77 ] [ 78 ]             |
| Sk -69° 194 A (у скупченні NGC 2033)              | 70              | 160 000                     | 12,131                 | 45 000          | Еволюція              | SIMBAD    | [ 38 ] [ 66 ] [ a ]       |
| VFTS 125 (в Туманності Тарантул)                  | 69,6            | 164 000                     | 16,6                   | 55 200          | Спектроскопія         | SIMBAD    | [ 27 ] [ 61 ]             |
| HD 46150 (у Туманності Розетка)                   | 69              | 5 200                       | 6,73                   | 44 000          | Спектроскопія         | SIMBAD    | [ 28 ] [ 24 ]             |
| HD 229059                                         | 69              | 3 000                       | 8,7                    | 26 300          | Еволюція              | SIMBAD    | [ 36 ] [ 24 ]             |
| ST2-3 (у зоряній асоціації NGC 2044)              | 69              | 160 000                     | 14,264                 | 44 900          | Еволюція              | SIMBAD    | [ 38 ] [ 29 ]             |
| ST2-32 (у зоряній асоціації NGC 2044)             | 69              | 160 000                     | 13,903                 | 45 400          | Еволюція              | SIMBAD    | [ 38 ] [ 29 ]             |
| W28-23 (у скупченні NGC 2033)                     | 69              | 160 000                     | 13,702                 | 51 300          | Еволюція              | SIMBAD    | [ 38 ] [ 40 ]             |
| HD 93403 A (у Туманності Кіля)                    | 68,5            | 10 400                      | 8,27                   | 39 300          | Подвійна зоря         | SIMBAD    | [ 79 ] [ 33 ]             |
| HD 93130 (у Туманності Кіля)                      | 68              | 10 000                      | 8,04                   | 39 900          | Еволюція              | SIMBAD    | [ 36 ] [ 24 ]             |
| HM 1-8 (у скупченні HM 1)                         | 68              | 11 000                      | 12,52                  | 46 100          | Еволюція              | SIMBAD    | [ 36 ] [ 60 ]             |
| HSH95-47 (в Туманності Тарантул)                  | 68              | 163 000                     | 14,72                  | 43 500          | Еволюція              | SIMBAD    | [ 34 ] [ 18 ]             |
| HSH95-48 (в Туманності Тарантул)                  | 68              | 163 000                     | 14,75                  | 46 500          | Еволюція              | SIMBAD    | [ 34 ] [ 58 ]             |
| Westerhout 51-61                                  | 68              | 20 000                      | 18,16                  | 38 000          | Еволюція              | SIMBAD    | [ 25 ] [ 51 ]             |
| BAT99-93 (в Туманності Тарантул)                  | 67              | 165 000                     | 13,446                 | 45 000          | Спектроскопія         | SIMBAD    | [ 17 ] [ 29 ]             |
| Sk -69° 200 (у скупченні NGC 2033)                | 67              | 160 000                     | 11,18                  | 26 300          | Еволюція              | SIMBAD    | [ 38 ] [ 29 ]             |
| Arches-F18 (у скупченні Арки)                     | 66,9            | 25 000                      | 16,7                   | 36 900          | Спектроскопія         | SIMBAD    | [ 45 ] [ 46 ]             |
| Arches-F4 (у скупченні Арки)                      | 66,4            | 25 000                      | 15,63                  | 36 800          | Спектроскопія         | SIMBAD    | [ 45 ] [ 46 ]             |
| BAT99-59 A (in NGC 2020 of LMC)                   | 66              | 165 000                     | 13,186                 | 71 000          | Спектроскопія         | SIMBAD    | [ 17 ] [ 29 ] [ a ]       |
| BAT99-104 (в Туманності Тарантул)                 | 66              | 165 000                     | 12,5                   | 63 000          | Спектроскопія         | SIMBAD    | [ 17 ] [ 29 ]             |
| HD 5980 B (у туманності NGC 346)                  | 66              | 200 000                     | 11,31                  | 45 000          | Потрійна зоря         | SIMBAD    | [ 80 ] [ 76 ]             |
| HD 190429 A                                       | 66              | 7 800                       | 6,63                   | 46 000          | Подвійна зоря         | SIMBAD    | [ 81 ] [ 24 ]             |
| LH 31-1003 (у скупченні NGC 1858)                 | 66              | 160 000                     | 13,186                 | 41 900          | Еволюція              | SIMBAD    | [ 38 ] [ 29 ]             |
| LH 114-7                                          | 66              | 160 000                     | 13,66                  | 50 000          | Спектроскопія         | SIMBAD    | [ 28 ] [ 29 ] [ k ]       |
| Pismis 24-1SW (у туманності NGC 6357)             | 66              | 6 500                       | 11,1                   | 40 000          | Подвійна зоря         | SIMBAD    | [ 71 ] [ 73 ]             |
| BAT99-126 (у скупченні NGC 2081)                  | 65              | 165 000                     | 13,166                 | 71 000          | Спектроскопія         | SIMBAD    | [ 17 ] [ 29 ]             |
| HSH95-40 (в Туманності Тарантул)                  | 65              | 163 000                     | 14,56                  | 47 500          | Еволюція              | SIMBAD    | [ 34 ] [ 18 ]             |
| HSH95-58 (в Туманності Тарантул)                  | 65              | 163 000                     | 14,8                   | 47 500          | Еволюція              | SIMBAD    | [ 34 ] [ 18 ]             |
| HSH95-89 (в Туманності Тарантул)                  | 65              | 163 000                     | 14,76                  | 44 000          | Спектроскопія         | SIMBAD    | [ 58 ]                    |
| VFTS 63 (в Туманності Тарантул)                   | 65              | 164 000                     | 14,4                   | 42 200          | Спектроскопія         | SIMBAD    | [ 21 ] [ 61 ]             |
| VFTS 145 (в Туманності Тарантул)                  | 65              | 164 000                     | 14,3                   | 39 800          | Спектроскопія         | SIMBAD    | [ 21 ] [ 18 ]             |
| VFTS 518 (в Туманності Тарантул)                  | 65              | 164 000                     | 15,11                  | 44 700          | Спектроскопія         | SIMBAD    | [ 21 ] [ 18 ]             |
| Westerhout 49-8                                   | 65              | 36 200                      | 15,617                 | 40 700          | Еволюція              | SIMBAD    | [ 50 ] [ 51 ]             |
| BD+43° 3654 (у скупченні Лебідь OB2)              | 64,6            | 5 400                       | 10,06                  | 40 400          | Еволюція              | SIMBAD    | [ 82 ] [ 76 ]             |
| BAT99-129 A                                       | 64              | 165 000                     | 14,701                 | 79 000          | Спектроскопія         | SIMBAD    | [ 17 ] [ 29 ] [ l ] [ a ] |
| HSH95-50 (в Туманності Тарантул)                  | 64              | 163 000                     | 14,65                  | 47 000          | Еволюція              | SIMBAD    | [ 34 ] [ 18 ]             |
| Sk -69° 25 (у туманності NGC 1748)                | 64              | 160 000                     | 11,886                 | 43 600          | Еволюція              | SIMBAD    | [ 38 ] [ 29 ]             |
| Trumpler 27-23 (у скупченні Trumpler 27)          | 64              | 3 900                       | 10,09                  | 27 500          | Еволюція              | SIMBAD    | [ 36 ] [ 33 ]             |
| Westerhout 49-5                                   | 64              | 36 200                      | 15,623                 | 42 700          | Еволюція              | SIMBAD    | [ 50 ] [ 51 ]             |
| HD 46223 (у Туманності Розетка)                   | 63              | 5 200                       | 7,28                   | 46 000          | Спектроскопія         | SIMBAD    | [ 28 ] [ 24 ]             |
| HD 64568 (у скупченні NGC 2467)                   | 63              | 16 000                      | 9,39                   | 54 000          | Спектроскопія         | SIMBAD    | [ 28 ] [ 33 ]             |
| HD 303308 (у Туманності Кіля)                     | 63              | 9 200                       | 8,17                   | 51 300          | Еволюція              | SIMBAD    | [ 36 ] [ 33 ]             |
| HR 6187 A (у туманності NGC 6193)                 | 63              | 4 300                       | 5,54                   | 46 500          | Система семи зір      | SIMBAD    | [ 83 ] [ 24 ]             |
| LH 10-3058 (у туманності NGC 1763)                | 63              | 160 000                     | 14,089                 | 54 000          | Спектроскопія         | SIMBAD    | [ 28 ] [ 29 ]             |
| ST5-71 (у зоряній асоціації NGC 2074)             | 63              | 160 000                     | 13,266                 | 45 400          | Еволюція              | SIMBAD    | [ 38 ] [ 29 ]             |
| AB9                                               | 62              | 197 000                     | 15,431                 | 100 000         | Спектроскопія         | SIMBAD    | [ 72 ] [ 62 ] [ m ]       |
| Brey 32 B (у туманності NGC 1966)                 | 62              | 165 000                     | 12,32                  | 43 600          | Еволюція              | SIMBAD    | [ 38 ] [ 33 ]             |
| HD 93160 (у Туманності Кіля)                      | 62              | 8 000                       | 7,6                    | 42 700          | Еволюція              | SIMBAD    | [ 36 ] [ 24 ]             |
| HSH95-35 (в Туманності Тарантул)                  | 62              | 163 000                     | 14,43                  | 47 500          | Еволюція              | SIMBAD    | [ 34 ] [ 18 ]             |
| LH 41-1017 (у скупченні NGC 1910)                 | 62              | 160 000                     | 12,266                 | 42 700          | Еволюція              | SIMBAD    | [ 38 ] [ 29 ]             |
| Mercer 30-6a A                                    | 62              | 40 000                      | 10,39                  | 29 900          | Еволюція              | SIMBAD    | [ 56 ] [ c ] [ a ]        |
| ST4-18 (у скупченні NGC 2081)                     | 62              | 160 000                     | 13,639                 | 44 800          | Еволюція              | SIMBAD    | [ 38 ] [ 29 ]             |
| VFTS 664 (в Туманності Тарантул)                  | 62              | 164 000                     | 13,937                 | 39 900          | Спектроскопія         | SIMBAD    | [ 21 ] [ 29 ]             |
| HD 229196                                         | 61,6            | 5 000                       | 8,59                   | 40 900          | Еволюція              | SIMBAD    | [ 82 ] [ 60 ]             |
| AB8 B (у туманності NGC 602)                      | 61              | 197 000                     | 12,83                  | 45 000          | Подвійна зоря         | SIMBAD    | [ 80 ] [ 84 ]             |
| BAT99-79 A (у зоряній асоціації NGC 2044)         | 61              | 165 000                     | 13,486                 | 42 000          | Спектроскопія         | SIMBAD    | [ 17 ] [ 29 ] [ a ]       |
| HD 5980 A (у туманності NGC 346)                  | 61              | 200 000                     | 11,31                  | 21 000—53 000   | Потрійна зоря         | SIMBAD    | [ 80 ] [ 76 ]             |
| LH 41-18 (у скупченні NGC 1910)                   | 61              | 160 000                     | 12,586                 | 38 500          | Еволюція              | SIMBAD    | [ 38 ] [ 29 ]             |
| Mercer 30-9 A                                     | 61              | 40 000                      | 12,25                  | 34 500          | Еволюція              | SIMBAD    | [ 56 ] [ c ] [ a ]        |
| ST5-25 (у зоряній асоціації NGC 2074)             | 61              | 160 000                     | 13,551                 | 48 600          | Еволюція              | SIMBAD    | [ 38 ] [ 40 ]             |
| VFTS 422 (в Туманності Тарантул)                  | 61              | 164 000                     | 15,14                  | 39 800          | Спектроскопія         | SIMBAD    | [ 21 ] [ 18 ]             |
| WR 102hb                                          | 61              | 26 000                      | 13,9                   | 25 100          | Еволюція              | SIMBAD    | [ 85 ] [ 86 ]             |
| Sk -67° 166                                       | 60,68           | 160 000                     | 12,22                  | 41 800          | Спектроскопія         | SIMBAD    | [ 65 ] [ 29 ] [ n ]       |
| Sk -67° 167                                       | 60,68           | 160 000                     | 12,586                 | 41 800          | Спектроскопія         | SIMBAD    | [ 65 ] [ 29 ] [ n ]       |
| Sk -71° 46                                        | 60,68           | 160 000                     | 13,241                 | 41 800          | Спектроскопія         | SIMBAD    | [ 65 ] [ 29 ] [ o ]       |
| Brey 10 (у регіоні НІІ NGC 1770)                  | 60              | 165 000                     | 12,69                  | 117 000         | Еволюція              | SIMBAD    | [ 38 ] [ 33 ]             |
| Brey 94 A (у скупченні NGC 2081)                  | 60              | 165 000                     | 12,996                 | 83 000          | Еволюція              | SIMBAD    | [ 38 ] [ 29 ] [ a ]       |
| Brey 95a A (у скупченні NGC 2081)                 | 60              | 165 000                     | 12,2                   | 83 000          | Еволюція              | SIMBAD    | [ 38 ] [ 87 ] [ a ]       |
| HSH95-55 (в Туманності Тарантул)                  | 60              | 163 000                     | 14,74                  | 47 500          | Еволюція              | SIMBAD    | [ 34 ] [ 18 ]             |
| Mercer 30-7 A                                     | 60              | 40 000                      | 11,516                 | 41 400          | Еволюція              | SIMBAD    | [ 56 ] [ c ] [ a ]        |
| R134 (в Туманності Тарантул)                      | 60              | 164 000                     | 12,75                  | 39 800          | Спектроскопія         | SIMBAD    | [ 21 ] [ 18 ]             |
| R142 (в Туманності Тарантул)                      | 60              | 164 000                     | 11,82                  | 18 000          | Спектроскопія         | SIMBAD    | [ 74 ] [ 18 ]             |
| R143 (в Туманності Тарантул)                      | 60              | 160 000                     | 12,014                 | 18 000—36 000   | Еволюція              | SIMBAD    | [ 63 ] [ 29 ]             |
| Sk -69° 142a (у скупченні NGC 1983)               | 60              | 160 000                     | 11,093                 | 34 000          | Еволюція              | SIMBAD    | [ 63 ] [ 66 ]             |
| Sk -69° 259 (у скупченні NGC 2081)                | 60              | 160 000                     | 11,93                  | 23 000          | Еволюція              | SIMBAD    | [ 38 ] [ 33 ]             |
| Var 83 (у Галактиці Трикутника)                   | 60              | 3000 000                    | 16,027                 | 18 000—37 000   | Еволюція              | SIMBAD    | [ 88 ] [ 89 ]             |
| VFTS 430 (в Туманності Тарантул)                  | 60              | 164 000                     | 15,11                  | 24 500          | Спектроскопія         | SIMBAD    | [ 74 ] [ 18 ]             |